# هارتموت ميشيل
هارموت ميتشل (بالألمانية: Hartmut Michel) ـ ( 18 يوليو 1948 ـ ) هو عالم كيمياء حيوية ألماني حائز على جائزة نوبل في الكيمياء لسنة 1988.
بعد أن قضى هارموت فترة تجنيده الإلزامي، درس الكيمياء الحيوية في جامعة توبنغن، وحصل على درجة الدكتوراة سنة 1977. وفي سنة 1986 تحصل على شهادة تسمح له بقيادة أبحاث في جامعة ميونخ. في سنة 1987 أصبح مدير معهد ماكس بلانك في الفيزياء الحيوية في فرانكفورت.

## روابط خارجية
- هارتموت ميشيل على موقع الموسوعة البريطانية (الإنجليزية)
- هارتموت ميشيل على موقع مونزينجر (الألمانية)
- هارتموت ميشيل على موقع إن إن دي بي (الإنجليزية)